# Amedeo Perna
Amedeo Perna (Mormanno, 24 ottobre 1875 – Carlino, 14 ottobre 1948) è stato un odontoiatra e politico italiano.